# Чемпионат Италии по футболу (Серия D)
Серия D — высший уровень любительского чемпионата Италии по футболу, входящий в федерацию Национальной любительской лиги. Федерация включает в себя более миллиона футболистов и тысячи команд по всей Италии. В системе футбольных лиг Италии Серия D сейчас занимает 4 уровень (с 1976 по 2014 годы она являлась 5 по силе дивизионом страны).

## Структура
С начала 1990-х годов Серия D включала в себя 162 команды, которые разделены на 9 групп по географическому признаку. В каждой группе находилось по 18 клубов. Но с сезона 2010/11 число участников увеличилось до 167, поэтому в группах А и B стало по 20 команд, а в группе I — 19.
В сезоне 2021—2022 количество клубов увеличилось до 172. Поэтому в группах A, B, D, H и I — 20 команд, а в C, E, F и G — 18 команд.
Каждая группа объединяет клубы из нескольких областей Италии, а именно:
- Группа А — Пьемонт, Лигурия, Валле-д’Аоста;
- Группа B — Ломбардия, Венеция, Трентино-Альто-Адидже;
- Группа C — Венеция, Фриули-Венеция-Джулия;
- Группа D — Ломбардия, Эмилия-Романья, Тоскана;
- Группа E — Тоскана, Умбрия;
- Группа F — Эмилия-Романья, Марке, Абруццо, Молизе;
- Группа G — Лацио, Сардиния;
- Группа H — Кампания, Апулия, Базиликата;
- Группа I — Кампания, Калабрия, Сицилия.

## Регламент

### Повышение в классе
Команды, которые по окончании сезона заняли первые места в своих группах, выходят в Серию C. Их место занимают 9 клубов, выбывших из Серии C. Если команда, выигравшая свою группу в Серии D, по каким-то причинам не может участвовать в более высоком дивизионе (наиболее часто из-за финансирования), то право на повышение получает команда со второго места в той группе. Если же и она отказывается от продвижения, то право на повышение предоставляется третьей команде и т. д.

### Игры плей-офф
Серия игр плей-офф проводится после завершения каждого сезона. В них участвуют клубы, занявшие в своих группах места со второго по пятое. Сначала проводится два одноматчевых раунда с играми на вылет. Если матч заканчивается ничьей, то будет дополнительное время. Если после дополнительного времени результат так и остаётся ничейным, то дальше проходит команда, которая в сезоне классифицировалась выше. Это правило действует с сезона 2007/08, когда была отменена серия послематчевых пенальти.
В третьем раунде клубы, прошедшие далее, разделяются на три группы. В них оказывается по три команды: сперва две из них играют между собой, затем проигравшая в этой игре проводит матч с третьей командой. В результате определяются два победителя, которые также играют между собой.
По итогам третьего раунда в полуфинале оказываются три команды. Они участвуют в полуфинальных играх. Сюда же попадает клуб, выигравший в этом сезоне Кубок итальянской Серии D по футболу. Команда играет со своим соперником два матча, после чего победители попадают в финал. Победитель финальной игры получает право выступать в Серии C.

### Понижение в классе
После окончания сезона те команды, которые заняли в турнирной таблице последние два места, автоматически покидают Серию D. Те клубы, которые заняли в своих группах места от 6 до 3 с конца таблицы, играют серию плей-офф. Цель этих игр — определить вылетевших в более низкий дивизион, который в Италии называется Эччеленца. В этом этапе играют команды из одной группы: 6 с конца против 3, 5 против 4. Они проводят с соперником по два матча. Победители двухматчевого противостояния остаются в Серии D, проигравшие вылетают в Эччеленцу.
По регламенту соревнований игры плей-офф проводиться не будут, если разница очков у 6 и 3 или 4 и 5 команд с конца больше, чем 8 очков.
В итоге Серию D покидают по 4 команды из каждой группы, всего — 36.

## Победители Серии D
Каждый год победители своих групп Серии D играют турнир, по результатам которого определяется чемпион любительской лиги (Scudetto Dilettanti). Девять команд разделяются на три группы и проводят одну игру против каждого из оппонентов своей группы. 3 лучшие команды, а также команда с лучшей статистикой со второго места, выходят в полуфинал, где определяются финалисты. В финале разыгрывается титул чемпиона.
Первое скудетто любительской лиги было разыграно в сезоне 1952/53, когда Серия D носила название IV Serie. С 1958/59 по 1991/92 титул не разыгрывался.

### Список победителей
- 1952/53 — «Катандзаро»
- 1953/54 — «Бари»
- 1954/55 — «Коллеферро»
- 1955/56 — «Сиена»
- 1956/57 — «Равенна»
- 1957/58 — «Козенца», «Мантова» и «Специя»
- с 1958 по 1992 — не разыгрывался
- 1992/93 — «Евробилдинг Кревалькоре»
- 1993/94 — «Про Верчелли»
- 1994/95 — «Таранто»
- 1995/96 — «Кастель-Сан-Пьетро-Терме»
- 1996/97 — «Бьелла»
- 1997/98 — «Джульяно»
- 1998/99 — «Ланчано»
- 1999/00 — «Санджованнезе»
- 2000/01 — «Пальмезе»
- 2001/02 — «Ольбия»
- 2002/03 — «Кавезе»
- 2003/04 — «Массезе»
- 2004/05 — «Бассано Виртус»
- 2005/06 — «Паганезе»
- 2006/07 — «Темпио»
- 2007/08 — «Аверса Норманна»
- 2008/09 — «Про Васто»
- 2009/10 — «Монтикьяри»
- 2010/11 — «Кунео»
- 2011/12 — «Венеция»
- 2012/13 — «Искья»
- 2013/14 — «Порденоне»
- 2014/15 — «Робур Сиена»
- 2015/16 — «Витербезе»
- 2016/17 — «Монца»
- 2017/18 — «Про Патриа»
- 2018/19 — «Авеллино 1912»
- с 2019 по 2021 — не присваивался